# 큰사냥개박쥐속
큰사냥개박쥐속(Mops)은 큰귀박쥐과에 속하는 박쥐 속의 하나이다. 분자생물학 계통분석 결과는 큰사냥개박쥐속(Mops)과 작은사냥개박쥐속(Chaerephon)이 단계통군 분류군이 아님을 시사하고 있다. 그러나 작은사냥개박쥐속에서 붉은자유꼬리박쥐를 제외하고 큰사냥개박쥐속을 합친 분류군은 단계통군임을 발견했다.

## 하위 종
16종으로 이루어져 있다.
| - 바카리자유꼬리박쥐 (M. bakarii) - 시에라리온자유꼬리박쥐 (M. brachypterus) - 앙골라자유꼬리박쥐 (M. condylurus) - 메드제자유꼬리박쥐 (M. congicus) - 몽갈라자유꼬리박쥐 (M. demonstrator) - 마다가스카르흰배자유꼬리박쥐 (M. leucostigma) - 미다스자유꼬리박쥐 (M. midas) - 말라얀자유꼬리박쥐 (M. mops) | - 난쟁이자유꼬리박쥐 (M. nanulus) - 니안가라자유꼬리박쥐 (M. niangarae) - 흰배자유꼬리박쥐 (M. niveiventer) - 피터슨자유꼬리박쥐 (M. petersoni) - 술라웨시자유꼬리박쥐 (M. sarasinorum) - 스퍼렐자유꼬리박쥐 (M. spurrelli) - 레일러박쥐 (M. thersites) - 트레버자유꼬리박쥐 (M. trevori) |